# Aeroporto Internacional de Vancouver
O Aeroporto Internacional de Vancouver  é um aeroporto internacional em Richmond, em Colúmbia Britânica, e que serve principalmente à cidade de Vancouver. Está localizada a aproximadamente 32 km do centro de Vancouver, o aeroporto é o segundo mais movimentado do país, em termos de tráfego de passageiros.